# Augustyn Dziedzic
Augustyn Dziedzic (ur. 31 stycznia 1928 w Cięcinie, zm. 5 maja 2008 w Warszawie) – polski sztangista, olimpijczyk i trener podnoszenia ciężarów.

## Życiorys
Startował jako zawodnik w latach 1950–1958. Był dwukrotnym mistrzem Polski: w 1956 w wadze lekkiej (do 67,5 kg) i w 1957 w wadze piórkowej (do 60 kg). Pięć razy zdobywał wicemistrzostwo Polski: w wadze piórkowej w 1951, 1952 i 1954 i w wadze lekkiej w 1955 i 1958. Był także pierwszym mistrzem Polski w kulturystyce w 1958.
Wystąpił w wadze koguciej (do 56 kg) na igrzyskach olimpijskich w 1952 w Helsinkach, gdzie zajął 17. miejsce. Reprezentował klub AZS Warszawa.
W 1953 ukończył studia na Akademii Wychowania Fizycznego w Warszawie i podjął pracę naukową w Katedrze Ciężkiej Atletyki. W 1965 uzyskał stopień naukowy doktora. Jednocześnie zajmował się pracą trenerską. Był trenerem AZS Warszawa, współpracownikiem i asystentem trenera kadry narodowej Klemensa Roguskiego, a następnie trenerem kadry narodowej. Wychowankami Dziedzica są m.in. Waldemar Baszanowski, Zygmunt Smalcerz i Norbert Ozimek. Po przejściu na emeryturę trenował kadrę narodową Turcji.
Napisał m.in. Trening ciężarowca (Warszawa 1969).
W 1972 otrzymał Krzyż Kawalerski Orderu Odrodzenia Polski.

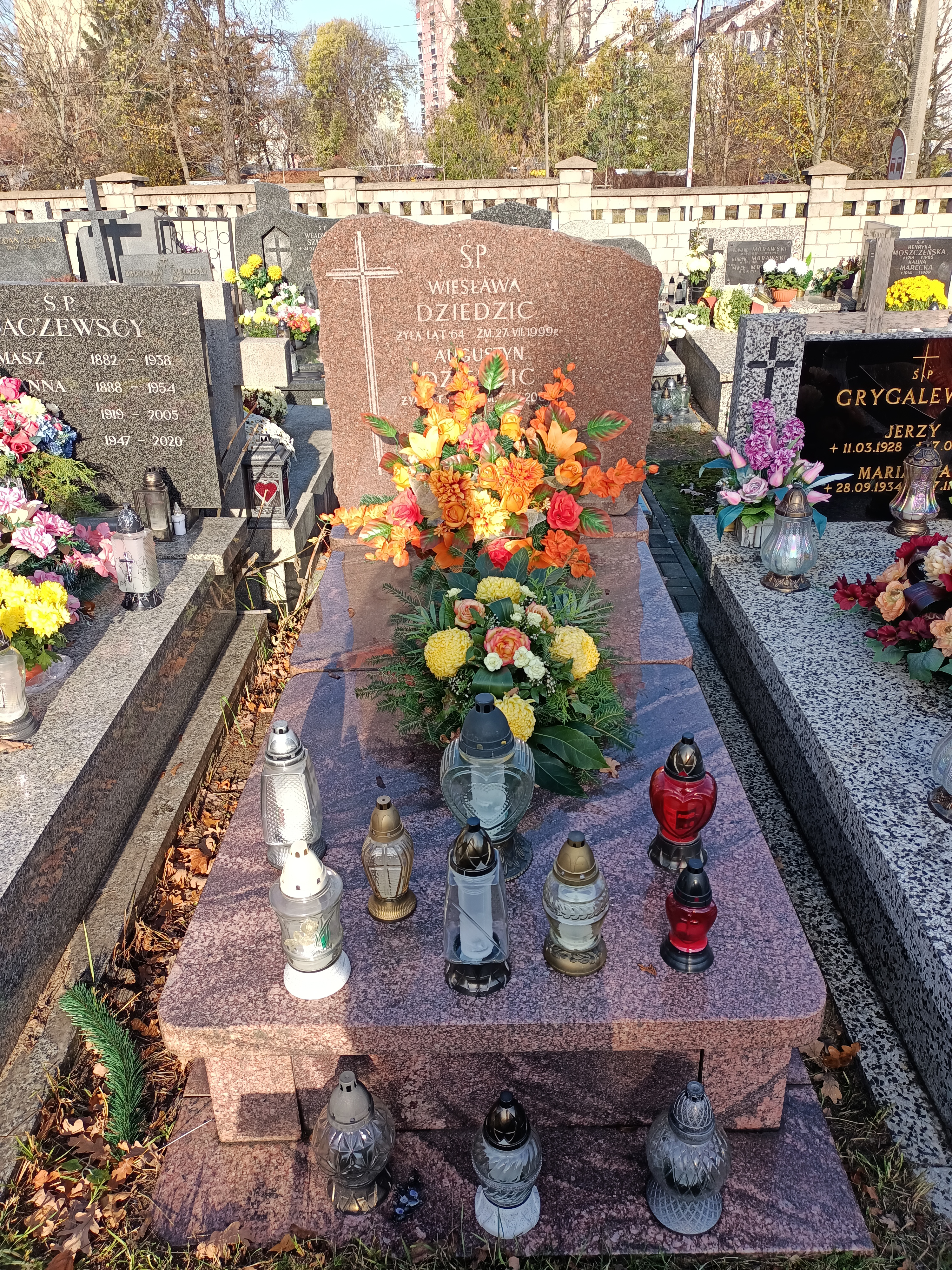
Grób Augustyna Dziedzica na Cmentarzu Wawrzyszewskim w Warszawie